# Adjudikation (Baurecht)
Unter Adjudikation versteht man auch das deutsche Modell eines Adjudication-Verfahrens, welches innerhalb des Baurechts zur Vermeidung langwieriger Bauprozesse diskutiert wurde. Im internationalen Kontext hat sich dieses Verfahren als Dispute Adjudication Boards etabliert. 2010 formulierte der Arbeitskreis VII des Deutschen Baugerichtstages e. V. Empfehlungen für ein gesetzliches Adjudikations-Verfahren, das auf Antrag einer Partei jederzeit zu einer schnellen, aber durch ein Gericht überprüfbaren außergerichtlichen Entscheidung führen sollte. Das Vorhaben, Adjudikation gesetzlich zu regeln, wurde Ende 2011 u. a. wegen verfassungsrechtlicher Bedenken hinsichtlich einer denkbaren Verletzung des Rechts auf den gesetzlichen Richter nach Art. 101 GG zunächst aufgegeben.
2013 erstellte der ehemalige Bundesverfassungsgerichtspräsident Hans-Jürgen Papier ein 61-seitiges Rechtsgutachten, wonach Adjudikation in verfassungsrechtlich unbedenklicher Weise eingeführt werden kann. Mit der Adjudikations-Ordnung für Baustreitigkeiten (AO-Bau / Alpha) steht seit längerem ein vertragliches Musterformular zur Verfügung, das vermehrt angewendet wird. 
Seit vielen Jahren bemüht sich Claus Jürgen Diederichs um die Stärkung der außergerichtlichen Streitbeilegung in Deutschland, u. a. die Adjudikation. Am 19. Dezember 2013 wurde auf seine Initiative die DGA-Bau Deutsche Gesellschaft für Außergerichtliche Streitbeilegung im Bauwesen gegründet.